# Bechtel
Bechtel Corporation (Gruppo Bechtel) è la più grande società edilizia e di ingegneria negli Stati Uniti nonché la quinta azienda privata più grande negli Stati Uniti.
Ha sede nel distretto finanziario di San Francisco.
Nel 2010 Bechtel ha 27,9 miliardi di fatturato e dà impiego a 52.700 lavoratori con progetti in 40 paesi.
Bechtel fu coinvolta durante la sua storia in numerosi progetti d'alto profilo: partecipò nella costruzione della Diga di Hoover negli anni '30, raffinerie, centrali nucleari, il Sistema BART, il Tunnel della Manica, l'aeroporto internazionale King Fahd a Dammam (Il più grande aeroporto al mondo per estensione), il grattacielo saudita Kingdom Centre, l'aeroporto internazionale di Hong Kong e il Big Dig.

## Joint venture e filiali
- Aguas del Tunari
- Airport Group International Holdings, LLC
- Alterra Partners
- Alliance Bechtel-Linde
- Alterra Partners (UK)
- Amey inc (Tube Lines)
- Arabian Bechtel Corporation
- Bantrel Co. (Calgary)
- BCN Data Systems (UK)
- Bechtel Babcock and Wilcox Idaho, LLC
- Bechtel Bettis, Inc.
- Bechtel Canada, Inc.
- Bechtel Capital Partners LLC
- Bechtel China, Inc.
- Bechtel CITIC Engineering, Inc. (Cina)
- Bechtel COSAPI (Perù)
- Bechtel Constructors Corporation
- Bechtel Enterprises Holdings, Inc. (BEn)
- Bechtel Financing Services, LLC
- Power Generation Engineering and Services Co. (PGESCo) (Egitto)
- Bechtel Great Britain Ltd. (UK)
- Bechtel Infrastructure Corporation (BINFRA)
- Bechtel Jacobs Company LLC
- Bechtel Hanford Inc.
- Bechtel Marine Propulsion Corporation
- Bechtel McCone Parsons Corporation; Engineers, Constructors
- Bechtel Metodo Telecomunicacoes Ltda. (BMT) (Brasile)
- Bechtel National Inc.
- Bechtel Nevada Corporation
- Bechtel Northern Corporation
- Bechtel Overseas Corporation
- Bechtel/Parsons Brinkerhoff joint venture
- Bechtel Petroleum, Inc. (U.S.A.)
- Bechtel Plant Machinery, Inc.
- Bechtel Power Corp. (U.S.A.)
- Bechtel SAIC LLC
- Bechtel Savannah River, Inc.
- Bechtel-Sigdo Koppers joint venture (Cile)
- Bechtel-Technip Joint Venture
- Becon Construction Company, Inc.
- BPR-Bechtel
- Bechtel Telecommunications
- Cimtas Pipe Fab. & Trading Ltd. Co. Bechtel-ENKA Joint Venture (Turchia)
- Cliffwood-Blue Moon Joint Venture, Inc.
- Colstrip Energy LP
- Dabhol Power Company (DBC), joint venture with General Electric and Enron (India)
- Dual Drilling Company
- Eastern Bechtel Co. Ltd.
- EnergyWorks LLC
- The Fremont Group
- Incepta Group PLC
- InterGen (joint venture with Royal Dutch Shell)
- International Water
- IPSI LLC
- Knolls Atomic Power Laboratory
- Kwajalein Range Services LLC
- Lawrence Livermore National Security LLC
- Lectrix
- Lima Airport Partners
- Los Alamos National Security, LLC
- Marathon Oil Equatorial Guinea LNG
- NetCon Thailand (joint venture with Lucent)
- PSG International (partnership with General Electric)
- Saudi Arabian Bechtel Company (Arabia Saudita)
- Sequoia Ventures, Inc.
- Spruce Limited Partnership
- United Infrastructure Company (Chicago) (before Bechtel bought out its partner's share in 1998)
- Technology Ventures Group
- USGen Power Services, LP
- Welded Construction, LP provides pipeline construction services throughout the United States